# Кудиновская
Кудино́вская — деревня в муниципальном округе Егорьевск Московской области России.

## География
Деревня Кудиновская расположена в северной части муниципального округа Егорьевск, примерно в 3 километрах к северу от города Егорьевск. По северной окраине деревни протекает река Ватаженка. Высота над уровнем моря 131 метров.

## Название
В письменных источниках деревня упоминается как Ведерниково (1544 год), Ведерникова, а Кудиновская тож (1646 год). С 1705 года за деревней закрепилось название Кудиновская.
Название Ведерниково связано с некалендарным личным именем Ведерник. Современное наименование деревня получила по имени её жителей и происходит от Кудин, разговорной формы личного имени Акиндин.

## История
До отмены крепостного права жители деревни относились к разряду государственных крестьян.
После 1861 года деревня вошла в состав Нечаевской волости Егорьевского уезда. Приход находился в городе Егорьевске.
В 1926 году деревня входила в Гавриловский сельсовет Егорьевской волости Егорьевского уезда.
До 1994 года Кудиновская входила в состав Ефремовского сельсовета Егорьевского района, а в 1994—2006 годы — Ефремовского сельского округа.
Входила в состав городского поселения Егорьевск.

## Демография
В 1885 году в деревне проживало 117 человек, в 1905 году — 107 человек (48 мужчин, 59 женщин), в 1926 году — 119 человек (64 мужчины, 55 женщин). По переписи 2002 года — 23 человека (9 мужчин, 14 женщин). Население — 30 человек (2010).
| 1859 | 1868 | 1885 | 1905 | 1926 | 2002 | 2006 |
| ---- | ---- | ---- | ---- | ---- | ---- | ---- |
| 119  | ↘75  | ↗117 | ↘107 | ↗119 | ↘23  | ↗26  |
| 2010 |      |      |      |      |      |      |
| ↗30  |      |      |      |      |      |      |